# Алексеевка (Мазановский район)
В Амурской области также есть Алексеевка в Бурейском районе и Алексеевка в Зейском районе.
Алексе́евка — село в Мазановском районе Амурской области России. Входит в состав Сапроновского сельсовета.

## География
Село Алексеевка стоит на правом берегу реки Бирма (левый приток Зеи), в 8 км ниже административного центра Сапроновского сельсовета села Сапроново.
Расстояние до районного центра Мазановского района села Новокиевский Увал (через Христиновку и Юбилейное) — 34 км.
От села Алексеевка на запад (вниз по правому берегу Бирмы) идёт дорога к селу Михайловка.

## История
Основано в 1909 году. Первоначально называлось Дуриловка, но вскоре переименовано в честь наследника престола царевича Алексея.

## Население
| 2002 | 2010 | 2012 | 2013 | 2014 | 2015 | 2016 |
| ---- | ---- | ---- | ---- | ---- | ---- | ---- |
| 55   | ↘44  | ↘40  | ↘37  | →37  | →37  | ↘36  |
| 2017 | 2018 |      |      |      |      |      |
| ↗37  | ↘36  |      |      |      |      |      |

## Улицы
- ул. Лесная,
- пер. Сосновый.